# Cupid (satelit)
Cupid este un satelit interior al lui Uranus. A fost descoperit de Mark R. Showalter⁠(d) și Jack J. Lissauer⁠(d) în 2003 folosind Telescopul Spațial Hubble. A fost numit după un personaj din piesa lui William Shakespeare, Timon din Atena. 
Este cel mai mic satelit uranian interior cunoscut, estimat în mod brut a avea doar aproximativ 18 km în diametru. Aceasta și suprafața întunecată l-au făcut prea întunecat pentru a fi detectat de camerele Voyager 2 în timpul zborului lui Uranus în 1986.
Orbita lui Cupid diferă doar cu 863 km de orbita satelitului mai mare Belinda. Spre deosebire de Mab și Perdita, sateliți uranieni descoperiți și ei în 2003, nu par să fie perturbați. În ciuda acestui fapt, are cea mai puțin stabilă orbită a sateliților interiori ai lui Uranus - este probabil să se ciocnească de Belinda în următorii 100.000-10 milioane de ani, din cauza interacțiunilor de rezonanță care îl fac pe Cupid care este mai mic să se deplaseze pe o orbită mai periculoasă pe această scală de timp. 
În urma descoperirii sale, Cupid a primit denumirea temporară S/2003 U 2. Este desemnat și Uranus XXVII. 
Nu trebuie confundat cu asteroidul 763 Cupido.